# Kontrollsystem
Ein Kontrollsystem ist ein Anwendungssystem, welches darauf abzielt, dass Entscheidungsträger auf auffällige und relevante Datenkonstellationen aufmerksam gemacht werden und zum anderen Bereiche aufzeigen, wo spezielle Analysen und Abhilfemaßnahmen notwendig und von Nutzen sein würden.

## Kontrollsysteme und Planungssysteme
Zusammen mit den Planungssystemen gewährleisten die Kontrollsysteme eine präzise Planung und Kontrolle von Unternehmensprozessen. Das Gegenteil von Planungs- und Kontrollsystemen sind die Operativen Systeme, die sich eher mit dem operativen Prozess, also der Prozessdurchführung selbst beschäftigen.